# اینورنس (میسیسیپی)
اینورنس (به انگلیسی: Inverness) شهرکی در ایالت میسیسیپی کشور ایالات متحده آمریکا است که جمعیت آن در سرشماری سال ۲۰۱۰ میلادی، ۱٬۰۱۹
نفر بوده‌است.